# Кубок Кремля 2005
Кубок Кремля 2006 — тенісний турнір, що відбувся на закритих кортах з килимовим покриттям спорткомплексу Олімпійський у Москві (Росія). Це був 16-й за ліком Кубок Кремля. Належав до серії International в рамках Туру ATP 2005, а також до серії Tier I в рамках Туру WTA 2005. Тривав з 10 до 16 жовтня 2005 року.

## Переможниці та фіналістки

### Одиночний розряд, чоловіки
Ігор Андрєєв —  Ніколас Кіфер, 5–7, 7–6(7–3), 6–2
- Для Андрєєва це був 3-й титул за сезон і 3-й - за кар'єру.

### Одиночний розряд, жінки
Марі П'єрс  —  Франческа Ск'явоне, 6–4, 6–3
- Для П'єрс це був 2-й титул за сезон і 18-й (останній) - за кар'єру. Це був її 2-й титул Tier I за сезон і 5-й — за кар'єру.

### Парний розряд, чоловіки
Макс Мирний /  Михайло Южний —  Ігор Андрєєв /  Микола Давиденко, 5–1, 5–1
- Для Мирного це був 5-й титул за сезон і 25-й - за кар'єру. Для Южного це був 1-й титул за рік і 1-й — за кар'єру.

### Парний розряд, жінки
Ліза Реймонд /  Саманта Стосур —  Кара Блек /  Ренне Стаббс, 6–2, 6–4
- Для Реймонд це був 5-й титул за сезон і 49-й - за кар'єру. Для Стосур це був 6-й титул за сезон і 6-й - за кар'єру.